# Michail Kiafas
Michail Kiafas (griechisch Μιχαήλ Κιάφας, * 11. Januar 1993) ist ein griechischer Hürdenläufer, der sich auf die 110-Meter-Distanz spezialisiert hat.

## Sportliche Laufbahn
Erste internationale Erfahrungen sammelte Michail Kiafas im Jahr 2016, als er bei den Balkan-Hallenmeisterschaften in Istanbul in 8,12 s die Bronzemedaille im 60-Meter-Hürdenlauf gewann. 2022 gelangte er dann bei den Balkan-Hallenmeisterschaften ebendort mit 8,22 s auf Rang sieben und bei den Freiluftmeisterschaften im Juni in Craiova gelangte er mit 14,70 s auf Rang sieben.
2021 wurde Kiafas griechischer Hallenmeister im 110-Meter-Hürdenlauf und 2016 wurde er Hallenmeister über 60 m Hürden.

## Persönliche Bestzeiten
- 110 m Hürden: 14,36 s (+1,7 m/s), 4. Juni 2022 in Kilkis
  - 60 m Hürden (Halle): 8,09 s, 11. Februar 2018 in Piräus